# ريتسا
ريتسا هو فيلم مصري عرض عام 2021، بطولة محمود حميدة وأحمد الفيشاوي وعائشة بن أحمد، ومن تأليف معتز فتيحة وإخراج أحمد يسري.

## قصة الفيلم
تدور الأحداث بمدينة الإسكندرية حول ثلاث شخصيات مختلفة يجمع قصصهم الحب، والذي يدفعهم لاتخاذ العديد من القرارات ويتسبب في مرورهم بالعديد من المتاعب.

## طاقم التمثيل
- محمود حميدة
- أحمد الفيشاوي
- عائشة بن أحمد
- أمير المصري
- مي الغيطي
- يوسف عثمان
- مريم الخشت
- كارولين عزمي

## فريق العمل
- إخراج: أحمد يسري
- تأليف: معتز فتيحة
- مدير التصوير: مارك عوني
- مونتاج: هيثم كرم
- موسيقى تصويرية: أنور عمرو
- إنتاج: الجذور للإنتاج الفني (أيمن يوسف)
- توزيع داخلي: أوسكار للتوزيع ودور العرض
- توزيع خارجي: إن ستارز ديجيتال